# Talhah
Talha Ibn Ubaydullah (en árabe: طلحة بن عبيدالله‎) (594-656) fue un compañero del profeta islámico Mahoma. En el islam sunita se le conoce en particular por ser uno de los Diez a los que se les Prometió el Paraíso. Conocido por su rol en la batalla de Uhud y la batalla del Camello, en la que murió. Según los sunitas, Mahoma le dio el título de "El Generoso".

## Primeros años
Talhah nació alrededor del año 594 d. de C.,: 171  y era hijo de Ubaydallah ibn Uthmán del clan Taym de la tribu Coraichita en La Meca. Su madre, al-Saaba bint Abdullah, provenía de la tribu Hadram. : 163 
Es descrito como de piel oscura y con abundante cabello ondulado, un rostro bien parecido y una nariz estrecha. Le gustaba llevar almizcle y ropa teñida de azafrán. Caminaba con agilidad y, cuando se ponía nervioso, jugaba con su anillo, que era de oro y engastado con un rubí.: 167–168 
Talhah fue un próspero comerciante de telas, dejando a su muerte una propiedad estimada en unos 30 millones de dirhams.: 153, 169–170 

## Conversión al islam
En 612, su pariente Abu Bakr lo llevó a visitar a Mahoma y Talhah se convirtió allí en musulmán.: 164  Se afirma que fue uno de los primeros ocho conversos.: 115 
Durante la persecución de que fueron objeto los musulmanes entre 614 y 616, Nawfal ibn Juwaylid ató a Talhah junto a Abu Bakr y los dejó atados. Ninguna persona del clan Taym fue a ayudarles.: 164  A partir de entonces se les conoció como "los dos a los que ataron".: 127–128, 337 

## Emigración a Medina
En septiembre de 622, Talhah dirigía una caravana a su casa desde Siria cuando se encontró con Mahoma y con Abu Bakr en al-Jarrar. Venían escapando de La Meca y emigraban a Medina. Talhah les dio entonces algunas prendas sirias y les mencionó que la comunidad musulmana en Medina le había dicho que su Profeta era tardo en llegar. Mientras Mahoma y Abu Bakr continuaron hacia Medina, Talhah regresó a La Meca a poner sus asuntos en orden. Poco después, salió a Medina junto con la familia de Abu Bakr, donde se instaló.: 164 
Al principio se alojó con As'ad ibn Zurarah, pero luego recibió de Mahoma un bloque de tierra en el que construyó su propia casa. Se le hizo hermano en el islam de Sa'id ibn Zayd.: 165  Ni Talhah ni Sa'id pudieron participar en la Batalla de Badr pues Mahoma los había enviado como exploradores a encontrar la caravana de Abu Sufyan. Con todo, a los dos se les dio parte del saqueo como si hubieran estado presentes.: 165 
Talhah se distinguió en la batalla de Uhud al mantenerse cerca de Mahoma mientras la mayoría del ejército musulmán huía. Se dice que le protegió el rostro a Mahoma de una flecha interponiendo su propia mano, como resultado de lo cual dos de sus dedos le quedaron paralizados. También recibió dos golpes en la cabeza, y se afirma que sufrió un total de 75 heridas en la batalla.: 165–166 
Talhah también participó en la Batalla de la Trinchera "y en todas las batallas junto con el Mensajero de Alá".: 166 

## Guerras Ridda
En la tercera semana de julio de 632, Medina se vio frente a una inminente invasión por parte de las fuerzas apóstatas lideradas por Tulayha, un profeta autoproclamado. Abu Bakr logró reunir un ejército compuesto principalmente por miembros del clan Háshim (el del Profeta), nombrando a Talhah, Ali ibn Abi Talib y Zubayr ibn al-Awam como comandantes cada uno de un tercio del ejército recién organizado. Sin embargo, no tuvieron que librar ninguna batalla durante las Guerras Ridda.[cita requerida]

## Familia
Talhah tuvo al menos quince hijos con al menos ocho mujeres diferentes.: 163–164 : 298 
1. Hamna bint Yahsh de la tribu Asad, con quien se casó en 625.
  1. Muhammad al-Sayyad, quien también murió en la Batalla del Camello.
  2. Imran.
2. Khawla bint al-Qaaqaa de la tribu Tamim.
  1. Musa.
3. Umm Kulthum bint Abi Bakr.
  1. Zakariya.
  2. Yusuf, que murió en la infancia.
  3. Aisha.
4. Suda bint Aqf del clan Murra.
  1. Isa.
  2. Yahya.
5. al-Yarba bint Qasama (Umm al-Harith) de la tribu Tayy.
  1. Umm Ishaq, se casó primero con Hasan ibn Ali y luego con su hermano Husáin.
6. Una concubina.
  1. al-Saaba.
7. Otra concubina.
  1. Maryam.
8. al-Faraa bint Ali, una prisionera de guerra de la tribu Taglib.
  1. Salih.

Otros hijos
1. Yaaqub "el Generoso", que murió en la batalla de al-Harra.
2. Ismail.
3. Ishaq.

## Batalla del camello y muerte

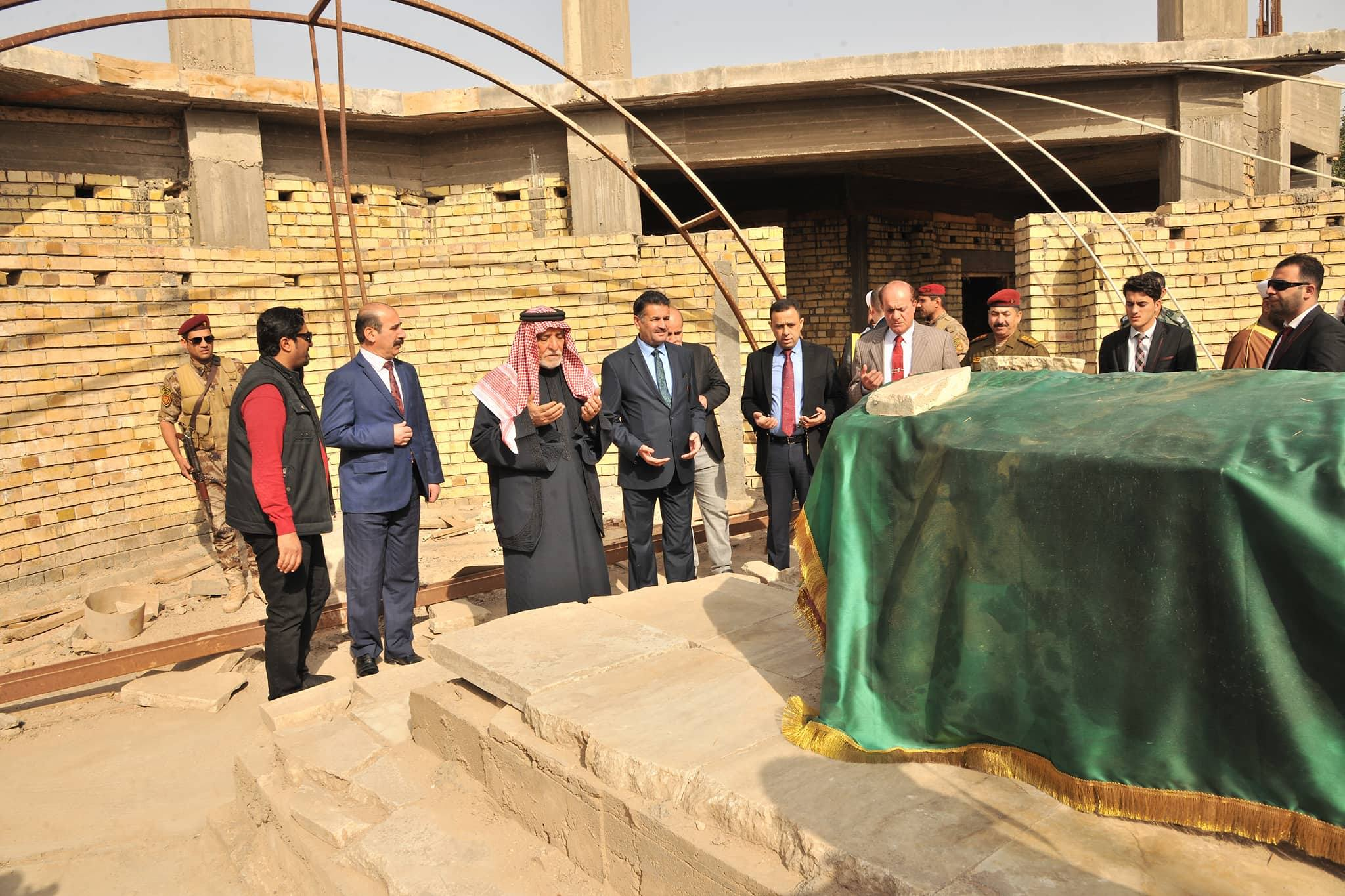
Tumba de Talha Bin Ubaydallah en Basora, Irak

Tanto Talhah como Zubayr ibn al-Awam (también parte del grupo de los diez) tenían ambiciones de ser escogidos como el siguiente califa tras la muerte de Uthmán. Sus ambiciones, sin embargo, se vieron frustradas con la disputada elección de Ali. Una vez le juraron lealtad a regañadientes, rompieron sus promesas y se unieron a Aisha, la esposa del Profeta y quien se rehusaba a aceptar la elección de Ali. Tras formar un ejército y marchar a Basora, so pretexto de eliminar a los asesinos de Uthmán, las tropas se hicieron con el control de Basora tras capturar a su gobernador, lo cual resultó en un conflicto armado que dio inicio a la primera guerra civil de la historia musulmana, la denominada Primera Fitna. 
Tras fallidas negociaciones, la batalla del Camello se libró entre Ali por un bando y Aisha, Talhah y Zubayr por el otro el 10 de diciembre de 656. Al parecer, Talhah había estado luchando valientemente al frente de la caballería, pero cuando el ejército de Ali empezó a ganar el dominio de la batalla se habría dado vuelta para huir. En ese instante, Marwán, quien estaba luchando para su mismo bando, le habría lanzado una flecha por la espalda que le perforó una vena cerca de la rodilla. Talhah abrazó a su caballo y se marchó a galope del campo de batalla. Se acostó usando una piedra de almohada, mientras sus ayudantes intentaban detener la hemorragia. Siempre que dejaban de presionar, la hemorragia reanudaba. Al final, Talhah les dijo: "Basta. Esta es una flecha enviada por Dios". Murió a causa de esta herida, a la edad de 64 años.: 170–171 
Marwán afirmó que Talhah había deshonrado a su tribu al dejar el campo, aunque al parecer había decidido matarlo desde antes, pues lo creía culpable de instigar el asesinato de Uthmán. Marwán comentó: "Tras esto, nunca más buscaré a otro asesino de Uthmán". 
Según un hadiz, Mahoma nombró a Talhah entre los Diez a los que se les Prometió el Paraíso (en árabe: العشرة المبشرون بالجنة; al-`Ashara al-Mubasharūn bi-l-Janna ).

## Tumba
La tumba de Talha ibn Ubaydullah se encuentra en Basora, Irak. La tumba se encuentra ubicada en una gran mezquita de moderna arquitectura. La tumba misma se encuentra debajo del cenotafio bajo de la cúpula, que está construida en un estilo similar al cenotafio de Anas Ibn Málik.
En 2007, la mezquita y la tumba de Talha Ibn Ubaydullah fueron detonadas por militantes musulmanes chiitas disfrazados de fotógrafos. Los militantes colocaron bombas en el santuario, destruyendo la mezquita y la tumba.  La tumba, que está en reconstrucción, todavía es visitada por sunitas.